# Феррерас-де-Абахо
Феррерас-де-Абахо (ісп. Ferreras de Abajo) — муніципалітет в Іспанії, у складі автономної спільноти Кастилія-і-Леон, у провінції Самора. Населення — 603 особи (2010).
Муніципалітет розташований на відстані близько 260 км на північний захід від Мадрида, 50 км на північний захід від Самори.
На території муніципалітету розташовані такі населені пункти: (дані про населення за 2010 рік)
- Феррерас-де-Абахо: 484 особи
- Літос: 119 осіб

## Демографія
Динаміка населення (INE ):